# Apothechyla nigrina
Apothechyla nigrina är en tvåvingeart som först beskrevs av Ricardo 1918.  Apothechyla nigrina ingår i släktet Apothechyla och familjen rovflugor. Inga underarter finns listade i Catalogue of Life.